# Etruské umění

Okřídlený kůň, Národní muzeum v Tarquinii

Etruské umění začalo vznikat v 8. století př. n. l.. Zpočátku se Etruskové zabývali pouze zdobením předmětů denní potřeby a praktickými věcmi. Díla 8. a 7. století př. n. l. jsou ovlivněna především orientálním uměním, což se projevilo zdobením ornamenty. Později bylo etruské umění konfrontováno s řeckým uměním od něhož převzalo řadu prvků. Základním prvkem zde bylo užitné a pohřební umění, protože Etruskové se velmi zabývali posmrtným životem, je logické, že většina našich znalostí o jejich umění pochází právě z hrobů a z řecké a především římské literatury.
Na tuto dobu je na etruském umění zvláštní jeho snaha nevytvářet typy, ale naopak zdůrazňovat individuální rysy. To se často dělalo narušením proporcí těla ve prospěch hlavy.
Etruské umění trvalo velmi krátce a prakticky mělo velmi málo času na svůj vývoj, navíc v okolí vznikalo několik silnějších států, které vytvářely vlastní umění, které nakonec pohltilo etruské umění. Přesto lze v etruském umění nalézt několik základních období do kterých je tradičně děleno.

## Období vzniku (zhruba polovina 8. století př. n. l. až do počátku 6. století př. n. l.)
Zhruba kolem poloviny 8. století př. n. l. se začalo formovat nové umění. To navazovalo na původní staroitalskou villanovskou kulturu, kterou rozvíjela řecká kolonizace a také příchod většího počtu lidí z Orientu. Koncem tohoto období se území ovládané Etrusky zvětšilo, čímž došlo k přímému styku s Řeky, tento styk umožnil prudký rozvoj, kterým se Etruské umění dostalo do další fáze svého vývoje.
V tomto období nelze hovořit o umění v pravém smyslu, protože umění nevznikalo za účelem uměleckého dojmu, ale pouze jako zdobení předmětů denní potřeby. Tyto výrobky se téměř neliší kvalitou zpracování, z čehož se usuzuje, že tehdejší společnost nebyla příliš sociálně rozvinutá (tento fakt potvrzují i poznatky o etruském náboženství). Přesto se v tomto období začínají objevovat luxusní předměty, které byly nalezeny v hrobech místních vládců.
Keramika byla v tomto období zdobena geometrickými tvary, velmi pravděpodobně se jednalo o domácí, nikoli specializovanou výrobu. Tvary nádob začínají být nejen funkční, ale objevují se i tvary zvířat. V této době se k Etruskům pravděpodobně dostal větší počet dovezené keramiky z řeckých měst. Řecká keramika tohoto období byla výrazně vyspělejší, přesto nedochází k napodobování. Zajímavé je, že keramika v tomto období zaostala za metalurgií, kde došlo ke specializaci výrobců a objevují se první postavami zdobené výrobky (nejčastěji urny nebo pohřební skřínky (pyxidy). Koncem tohoto období se začaly vyrábět i první šperky, zdobené spony, atp. Keramika se značným zpožděním začala na tento trend reagovat a zpočátku vlastně pouze napodobovala výrobky z kovu. Postupně se objevila zvířecí a nakonec i lidská výzdoba. Vyskytují se i figury různých fantastických bytostí – z toho se usuzuje, že již v tuto dobu docházelo ke styku s maloasijskými městy. Zajímavým dílem jsou pohřební kanofy, které byly nalezeny nedaleko Klusia, jedná se o urny, symbolizující tvar lidského těla, přičemž ucha urny jsou lidské ruce. Otvor urny byl přiklopen víkem, na něž se připevnila lidská hlava s rysy pohřbívaného, není jasné proč docházelo k takovémuto způsobu pohřbívání.
Luxusní výrobky původně pocházely pouze z obchodu z Féničany nebo s Řeky, postupně s příchodem řemeslníků z Orientu se počet luxusních výrobků prudce zvýšil. Tito řemeslníci přinesli nejen nové techniky, ale i jinou kulturu, ta se postupně mísila s italskými a řeckými vlivy, čímž vznikalo etruské umění. Pravděpodobně z řeckých kolonií pronikli na území Etrusků první zlatníci, protože zlatnictví etrusky zaujalo a bylo velmi žádané, Etruskové brzy v tomto oboru dosáhli značného stupně poznání a brzy předstihli řecké vzory. Zlaté šperky byly zdobeny nejen italským geometrickým uměním (ovlivněným villanovskou kulturou), ale i rostlinnými motivy (pravděpodobně zde působil vliv Sýrie). Šperky z tohoto období byly nalezeny pouze v hrobech. Jedná se pouze o drobné předměty (spony, brože, náramky), ale nelze vyloučit existenci i větších děl, protože nalezené hroby byly vyloupeny již před příchodem archeologů.
Architektura se v tomto období příliš nerozvinula. Existovaly dva základní typy hrobek: tumuli a tholos. Tumuli byly z velkých kamenných kvádrů, nebo hloubeny do skály. Strop byl opatřen falešnou klenbou. Do hrobky se vcházelo chodbou s dveřmi. Později Etruskové od Řeků převzali sedlovou střechu a postupně začali napodobovat i jejich způsob výzdoby. Chudší vrstvy nepoužívaly kámen, ale dřevo a hlínu.

### Nálezy
- Hrobky z Praeneste
- Kampánská hrobka

## Archaické období (od 6. století př. n. l. do poloviny 5. století př. n. l.)
Toto období začíná rozšířením etruské moci, nedaleko řeckých měst Etruskové založili Capuu čímž došlo k přímému styku s řeky. Během 6. století př. n. l. obchodní styky s Řeky převážily nad ostatními, tím došlo k vzájemnému ovlivnění. Nejprve se projevil výrazný vliv Korintu, později Athén a nakonec Chalkidy. Keramika tohoto období není příliš originální a je spíše zcela pod řeckým vlivem, mnoho výrobků byly pouze kopie řeckého zboží, především z Korintu.

### Sochařství a architektura

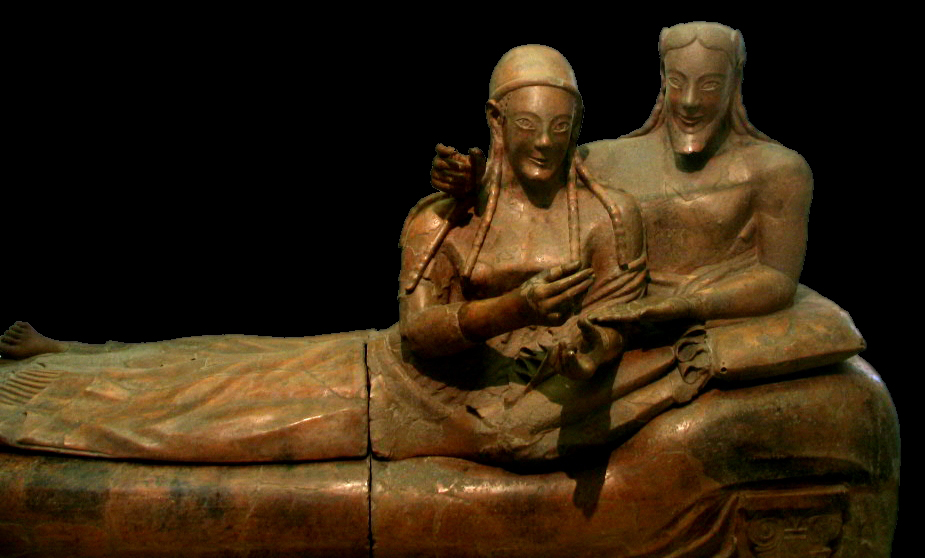
Typické sousoší na sarkofágu

V tomto období došlo k obrovskému rozvoji sochařství. Nevýhodou je, že velmi častým materiálem bylo dřevo a vápenec, tj. materiály které se nedochovaly. Kámen a tuf byly používány méně často, výjimečně byl použit i alabastr. Největší uplatnění v životě Etrusků nalezly patrně velké chrámové sochy. Velmi brzy došlo k převzetí některých řeckých technik i motivů, což vedlo k lepšímu zpracování tématu i materiálu. Díky tomu se etruský styl zjemnil a dosáhl větší efektivnosti. Zajímavostí je, že těmito trendy bylo víceméně nedotčeno pohřební sochařství, které jakoby pokračovalo v etruském trendu a ještě více rozvíjelo asijské motivy. Tím vlastně došlo k situaci, že sochy ze stejného období mají úplně jiné zpracování. Kamenné náhrobní stély a sarkofágy, které mají podobu nízkého, dlouhého dvojlůžka (na kterém jsou zpravidla realistické sochy manželů).
- Sarkofág z Caere (Louvre)
- Sarkofág z Chiusi (Louvre), na tomto sarkofágu jsou mimo obvyklých soch manželů ještě sochy dvou služek a otroka s otrokyní.
- Sarkofág ze sbírky Campanovy (Louvre).

Drobné bronzové sošky mají vyšší úroveň jen zcela výjimečně, spíše se jedná o nekvalitní napodobeniny řeckých sošek. Poměrně zajímavou kapitolou etruského užitného umění jsou kandelábry, jejichž rozvoj začal koncem tohoto období, ale uměleckého zpracování dosáhl až v klasickém období.
Etruská architektura v tomto období prošla mohutným rozvojem. Jednak se začínají objevovat první chrámy (Veje Chrám v Portonacci a Řím Chrám Jova Kapitolského) a jednak dochází k rozvoji hrobů. V tomto období Etruskové začali budovat města plánovitě, čímž se objevuje jakýsi druh urbanismu. Etruské stavebnictví ovlivnilo římské, protože právě od nich Římané převzali stavby silnic, vodovodů, kanalizace, atp.
Ve 4. století př. n. l. se uzavřel vývoj chrámu. Chrámy byly rozlehlé stavby, i zde bylo dřevo velmi důležitým stavebním prvkem (trámy, překlady, atp.), i proto se žádný z těchto chrámů nedochoval ani částečně zachovaný. Styl těchto staveb byl velmi podobný asijským chrámům v řeckých koloniích (lomená střecha, skupinové sochy bohů, řešení trámů, …). Chrámy zpravidla byly na podstavci k němuž vedlo čelní schodiště, přední část tvořil portikus, zadní část mívala až tři celly vedle sebe. Půdorys těchto staveb používalo později mnoho římských chrámů.
Hroby se rozvíjely stejně jako obydlí, brzy se objevují mohylovité hroby o několika (až třech) místnostech s chodbou a předsíní. Hřbitovy byly stavěny stejným stylem jako města, měly široké a kolmé ulice.

#### Nálezy
- Sedící kněz z Murla, Florencie, archeologické muzeum, který pochází z období před rokem 550 př. n. l.
- Souboj Apollóna s Heraklem, Řím, Villa Guilia, tato socha vznikla kolem roku 500 př. n. l.
- Apollón z Voltery
- Kentaur střežící hrobku
- Bronzové a stříbrné desky z Corneta, je na nich lovecká scéna a Gorgó zabíjející dva lvy, tepaný bronzový reliéf.

### Malířství
Nejznámější oblastí tohoto období je malířství, malířství se před rokem 550 př. n. l. stalo samostatným oborem. Všechna dochovaná malířská díla pocházejí z hrobů, ale lze předpokládat, že pohřební malířství bylo nejdůležitější částí malířství této doby. Za nejstarší malby jsou považovány malby z Vejských hrobů, které mají čistě dekorativní ráz. Dalším známým dekorativním dílem jsou tzv. hliněné desky z Caere. Barvy jsou používány v malém množství, postavy byly obtaženy černou čárou (Prvními tématy byla zvířata a netvoři, velmi brzy přibyly i pohřební témata, kde se objevuje nejen pohřeb, ale i oběť a průvod s dary a přípravy k hodům, hody a scény kultu mrtvých (hroby z Chiusi).
Kolem roku 530 př. n. l. došlo v etruském malířství ke zlomu a Etruští umělci začali používat v malířství symboly. Dalším výrazným posunem dopředu bylo větší využití plochy, začíná vznikat pozadí (les, voda, atd.), které pokračuje i pod hlavní postavou (Hrobka s býky v Tarquinii, Hrobka s lovem a rybolovem zde je mimo manželů i služebnictvo). Tento trend se prosadil především v Tarquinie, kde se rozvinula dvě základní témata příroda a výjevy z pohřební hostiny, zpravidla s velkým množstvím tanečníků. Barvy začínají být jasnější, pohyb a kompozice jsou lépe vyváženy a znázorněny. V těchto hrobech je velký důraz kladen na zpracování žen a tanečnic. Velmi brzy začalo téma pohřebních hostin výrazně převládat a kolem r. 500 př. n. l. začaly do malířství pronikat výrazněji řecké prvky (Hrobka s trikliniem, Hrobka leopardů).
V některých hrobech byla objevena řecká díla a malby zobrazující scény z řecké mytologie.
- Kampánské desky, Paříž, Louvre
- Boccanerské desky, Londýn, Britské muzeum

## Klasické období (od poloviny 5. do poloviny 4. století př. n. l.)
Ačkoli je toto období pojmenováno klasické, jedná se o začátek úpadu Etrusků. Etrurie se po roce 474 př. n. l. (porážka v bitvě u Kúm) pomalu začínala dostávat do izolace a pod tlak mocnějších říší. Politika tehdejších etruských vůdců ve středomoří selhala, navíc dochází k tlaku od Keltů a pomalu vznikající římské říše.
Umění této doby navazuje na předchozí období, ale docházelo k pomalé stagnaci, témata se začínala pomalu opakovat. Tím vznikala díla podobná předchozímu období, ta již nepůsobí originálně. Navíc nedocházelo k téměř žádnému rozvoji technik, to pomalu způsobilo stagnaci.
Je zajímavé, že v této době došlo k zpřetrhání uměleckých vazeb s Řeckem, ve stejné době v Řecku hovoříme o klasickém umění, které u Etrusků nemělo téměř žádný ohlas.
Malířství téměř nenavazuje na konec předchozího období, kresba jakoby ztrácela výraznost, pohyb působí strnule a výběr témat působí nepřirozeně. Pravděpodobně z počátku tohoto období pochází Francoisova hrobka ve Vulci, kde byly nalezeny malby s tematikou Trójské války a náměty bojů Etrusků s Římany.
V sochařství se prosadil vliv Řecka více, přesto se nedochovala díla uměleckou kvalitou srovnatelná s předchozím obdobím. U dochovaných soch z pálené hlíny často dochází k nesladění pohybu těla s obličejem, který působí lhostejně a strnule. Existují záznamy, které ukazují na existenci velmi kvalitních bronzových soch, které se bohužel nedochovaly.
Vyjma toho se zachovalo značné množství bronzových figurek, které sloužily jako dekorace kandelábrů (ozdobný svícen, nebo stojan pouliční svítilny).
- Kandelábr z Cortony, má 16 lamp a mezi každou je Bacchova hlava. Dole uprostřed je Gorgóneion, okolo něj je vlys s bojem zvířat. Na tomto kandelábru dále nalezneme několik Satyrů a Sirény.
- Kandelábr z Chiusi, zdoben sedící ženou.

## Pozdní období (od poloviny 4. do 2. století př. n. l.)
V tomto období Etruskové ztratili svoji nezávislost a stali se součástí Římské říše. Nejprve v ní působili jako relativně svobodný národ, po 3. samnitské válce však byli postupně asimilováni a Etruskové jako takoví zanikli.
Počátkem tohoto období je velmi oslaben řecký vliv a dochází ke vzájemnému ovlivňování s uměním římským. Později do jejich umění pronikly vlivy z Malé Asie, čímž se etruské umění pomalu uzavřelo. Pokrok v malířství a keramice přišel pro Etrusky příliš pozdě a tak jejich některé nápady rozvinuli až Římané.
Velmi zvláštní je, že teprve v tomto období se prosadila keramika. přesto i zde lze říci, že vyjma špičkových luxusních výrobků Etruskové nenašli vlastní styl, vzory a témata přebírali z jihoitalských oblastí a jde vlastně jen o jiné zpracování již zpracovaného tématu. Luxusní keramické zboží používali hnědou, bílou, žlutou a karmínovou barvu. Nejslavnější etruský keramický výtvor je Turmukův soubor, který vznikl někdy kolem roku 350. př. n. l.
Sochařství tohoto období je vlastně rozděleno na dva proudy, významnější a zajímavější proud prošel složitým vývojem a došel až k plnému portrétu. Tento styl se zcela oprostil od řeckého vlivu a ovlivnil římské umění na dlouhou dobu. Z tohoto směru se proslavila řada bronzových portrétních soch především Brutus (předpokládá se, že pochází zhruba z roku 300 př. n. l.) a Arrigantore (Řečník od Trasimenského jezera; Florencie; kolem 110 př. n. l.). Ohledně dvou nejslavnějších etruských bronzových sochách se stále vedou debaty zda nejde o řecký, resp. římský výtvor, pro obě teorie existuje dostatek podkladů a prakticky v každé knize zabývající se historií umění jsou tyto dvě sochy řazeny jinam.
- Chiméra z Arezza (etruské muzeum Florencie), patrně se jedná o součást rozsáhlejšího sousoší. Socha pochází zhruba z r. 350 př. n. l. je dlouhá 1,3 m.
- Vlčice Kapitolská (Řím), Dva vlčicí kojení pidimužíci (někdy bez jakýchkoliv důkazů označovaní jako Romulus a Remus) byli přiděláni neznámým vandalem až v renesanci a sochu značně poškodili.

Druhý směr se zabýval především sochami z pálené hlíny a byl poměrně silně ovlivněn Tarentem.
Obrovský pokrok udělalo malířství, kde došlo k prvním pokusům o perspektivní zobrazení (Goliniho hrobka; kolem 350 př. n. l.). Dalším výrazným posunem byl objev portrétu v hrobech (např. Hrobka lidožrouta) jsou opravdové portréty z tříčtvrtečního profilu, navíc došlo k objevu možnosti pracovat se stínem.

## Význam
Význam etruského umění bývá často podceňován, nebo nedoceňován. I přesto, že se toto umění nestalo nikdy dominantní mimo městské státy, kde vzniklo a přestože nevynikalo příliš originálními nápady, zasáhlo do dějin umění především tím, že zkombinovalo řadu staroitalských a řeckých prvků. Tento styl později s úpravami převzali Římané, kteří ovlivnili pohled na umění na dlouhou dobu. Jejich objevy v architektuře, především plánovaná stavba cest a vodovodů, tvořily základ, na nějž Římané navazovali.